# Cellular
Cellular es una película estadounidense de 2004 protagonizada por Chris Evans, Jason Statham, Kim Basinger y William H. Macy. Dirigida por David Ellis y escrita por Larry Cohen y Chris Morgan.

## Trama
Jessica Martin (Kim Basinger) es una profesora de secundaria que luego de llevar a su hijo Ricky al autobús y de regresar a su hogar, repentinamente es violentada por unos hombres que matan al ama de llaves y la secuestran.  Jessica es encerrada en un desván abandonado, no sin que antes uno de los secuestradores rompa con un martillo el teléfono que se encontraba en la habitación. Inmediatamente, Jessica comienza a empalmar los cables del teléfono destrozado.
Ryan Ackerman (Chris Evans), un joven de unos 25 años se encuentra en la playa de California con unos amigos. Ahí, habla con su exnovia Chloe (Jessica Biel), y decide ayudarla en la feria playera para que lo tome en cuenta, ya que ella lo considera irresponsable e inmaduro. Pero cuando va a buscar unas camisetas que necesita Chloe, Ryan recibe una llamada de una mujer pidiéndole ayuda, quién resulta ser Jessica, que al unir los cables del teléfono destruido, pudo hacer una única llamada al azar. Al principio Ryan cree que es una broma, pero le da el beneficio de la duda y decide ir a un cuartel de policía. Es recibido por un casi retirado sargento Bob Mooney (William H. Macy), quien lo envía a otro piso ya que se forma un motín dentro del cuartel. Inmediatamente Jessica es interrumpida y esconde el teléfono, solo para que Ryan se de cuenta de que no es una broma y que la mujer se encuentra en peligro al escuchar como la golpean y le exigen respuestas. Jessica le ruega a Ryan que vaya a buscar a su hijo a la escuela ya que los policías mafiosos llegarán en una camioneta negra y el niño creerá que es su madre.
Desafortunadamente, Ryan llega demasiado tarde y el niño es llevado bruscamente. Ahora Ryan no tiene otra opción más que ayudar a Jessica y se roba un auto para ir detrás de la camioneta que se pierde en medio del tráfico. En eso Ryan justo se queda sin batería en el móvil y no dispone de un cargador en ese momento. Razón por la cual decide comprarlo, pero no lo quieren atender por la gran cantidad de gente que hay. No le queda otra que irrumpir en la tienda de celulares con un arma, encontrada en el auto secuestrado, y aunque paga por el cargador queda como un criminal. Ryan pierde contacto con Jessica al cruzarse la señal de la línea con otro teléfono, esta vez un abogado prepotente (Rick Hoffman), entonces Ryan decide quitarle el teléfono al hombre. Sin embargo, justo delante de sus ojos el auto de Ryan es destrozado por un camión. Así que le pide el teléfono y el Porsche. En los noticieros se habla del muchacho que "asaltó" la tienda de celulares a punta de pistola, y el robo del Porsche del abogado. La noticia llama la atención del sargento Mooney quien se acuerda de él y decide buscar en la computadora las credenciales de Jessica. Mooney va a la casa de la mujer y es engañado por una cómplice de los secuestradores, la detective Dana Bayback, que se hace pasar por Jessica. Con la llamada restablecida, Jessica le explica a Ryan que debe buscar a su esposo Craig Martin en el aeropuerto.  Una vez arribado al aeropuerto, se da cuenta de que los secuestradores son unos corruptos agentes de policía, el agente Ethan (Jason Statham) y otro, Dimitri (Eric Etebari). Ryan trata de salvar al que cree que es el esposo de Jessica, sin embargo el verdadero Craig es acorralado por ambos policías y llevado frente a él. Se complican las cosas al ir a  un banco donde buscarán una mochila que Craig resguardaba. Ryan irrumpe antes de que los agentes puedan hacer algo y se lleva la mochila. Ryan al escapar se le rompe el teléfono del abogado y es expuesto ante el policía mafioso Ethan.
Ryan logra escapar y, en un taxi, ve lo que hay dentro de la mochila y se da cuenta de que es una cámara. En la cinta, se ve a los agentes abortando una operación de tráfico de drogas y asesinando a los traficantes. Craig es un agente de ventas y estaba grabando la posible venta de un edificio y se da cuenta de la encerrona y lo graba todo, huyendo rápidamente del lugar. En el video participan los agentes Ethan, Mad Dog, Dimitri, Bayback (la mujer que se hace pasar por Jessica y engaña a Mooney), Deason y Jack Tanner (Noah Emmerich), un policía activo de alto rango y amigo del agente Mooney. Ryan, decide ir por su propio teléfono, que dejó en el Porsche robado del abogado prepotente, y terminó en un depósito al ser recuperado por la policía local, por lo que no le queda otra opción que robar el auto de nuevo. Por otra parte, Jessica logra inmovilizar a uno de los guardias que la custodiaba, y está a punto de huir con su hijo en un auto, pero Ethan los detiene y amenaza a Ricky con matarlo, pero en ese momento llama Ryan y le dice que deje a la familia vivir a cambio del video y Ethan accede a encontrarse en la playa de Santa Mónica. Mooney, insatisfecho con la anterior visita al hogar de los Martin, decide regresar y Bayback lo hiere con su arma pero resulta muerta por Mooney al responder el fuego. Mooney ve de quién se trataba, y cree haber matado a otro policía por error.
Ahora Mooney, junto con Tanner, que ha estado al tanto del suceso, se hacen cargo y buscan a Ryan (que se encuentra en Santa Mónica), intentando encontrar a la familia tras esconderse con su abrigo para que no le identifiquen. Pero es descubierto por Chloe que le reclama  haber olvidado su encargo, y es encontrado por Mooney. Ryan trata de huir pero es atrapado por Ethan, Tanner y Dimitri. Mooney desconoce que Tanner es corrupto y decide dejar al muchacho en manos de estos. Ethan destruye la cinta con la evidencia, e intenta asesinar a Ryan, pero éste logra huir. Ethan llama por radio a sus compañeros para buscar a Ryan, pero Mooney, al estar cerca de uno de ellos, escucha la conversación y se da cuenta de la mentira e intenta ayudar al muchacho, que resulta herido en una pierna y se esconde en un cobertizo del muelle. Ethan va tras él en silencio; Mooney también llega al lugar, por lo que Ryan usa su celular para delatar la posición de Ethan, dándole a Mooney la oportunidad de abatir a tiros al policía corrupto. La familia que se encuentra en una furgoneta, es salvada por Ryan que llega antes de que uno de los agentes corruptos los mate. Finalmente la familia Martin está a salvo; Tanner y los agentes corruptos restantes son descubiertos. Ryan logró grabar en su celular el video antes de ser destrozado por Ethan, dándole a Mooney la evidencia necesaria para detenerlos. En el final, Jessica por fin conoce a Ryan en persona, y lo abraza agradeciéndole por todo y le pregunta que si necesita algo de su familia, a lo que Ryan le responde pidiéndole amablemente y bromeando que no lo vuelvan a llamar nunca más.

## Reparto
- Chris Evans - Ryan Ackerman
- Jason Statham - LAPD Detective Ethan
- Kim Basinger - Jessica Kate Martin
- William H. Macy - LAPD Sgt. Bob Mooney
- Noah Emmerich - LAPD Detective Jack Tanner
- Eric Etebari - LAPD Detective Dimitri
- Matt McColm - LAPD Detective Deason
- Valerie Cruz - LAPD Detective Dana Bayback
- Richard Burgi - Craig Martin
- Adam Taylor Gordon - Ricky Martin
- Rick Hoffman - Abogado
- Eric Christian Olsen - Chad
- Jessica Biel - Chloe
- Will Beinbrink - LAX Cop
- Brendan Kelly - Mad Dog
- Brandon Osborne - Chico escolar (no acreditado)
- Caroline Aaron - Marilyn Mooney
- Bobb'e J. Thompson - Shae